# Рочес, Брайан
Брайан Джованни Рочес Мехия (исп. Bryan Giovanni Róchez Mejía; род. 1 января 1995, Тегусигальпа, Гондурас) — гондурасский футболист, нападающий клуба «Униан Лейрия» и сборной Гондураса.

## Клубная карьера
Рочес начал карьеру в клубе «Реал Эспанья». 14 октября 2012 года в матче против «Депортес Савио» он дебютировал в Лиге Насьональ. 25 марта 2013 года в поединке против «Марафона» Брайан забил свой первый гол за команду. 23 марта 2014 года в матче против все того же «Марафона» Рочес сделал «покер».
15 декабря 2014 года Рочес подписал контракт с новообразованным клубом MLS «Орландо Сити» в качестве назначенного игрока. 8 марта 2015 года в матче стартового тура сезона против «Нью-Йорк Сити», ставшем для обоих клубов дебютом в высшей лиге США, он вышел на замену на 80-й минуте вместо Льюиса Нила. 13 сентября в матче против «Спортинга Канзас-Сити» забил свой первый гол в MLS.
25 марта 2016 года Рочес был переведён в фарм-клуб «Орландо Сити B». В USL дебютировал 26 марта в матче стартового тура сезона против «Уилмингтон Хаммерхедс». 26 апреля в матче против «Харрисберг Сити Айлендерс» забил свой первый гол за «Орландо Сити B».
22 июля 2016 года Рочес на правах полугодовой аренды вернулся в родной клуб «Реал Эспанья».
17 марта 2017 года Рочес был отчислен из «Орландо Сити», а затем из списка отказов был выбран «Атлантой Юнайтед».
22 августа 2017 года Рочес перешёл в португальский «Насьонал» из Фуншала, подписав с клубом контракт на три сезона. 1 октября в матче против дублёров «Браги» он дебютировал в Сегунда лиге. В этом же поединке Брайан забил свой первый гол за «Насьонал».
13 июля 2022 года Рочес подписал трёхлетний контракт с «Портимоненсе».
24 июля 2023 года Рочес отправился в сезонную аренду в «Униан Лейрия».

## Международная карьера
В 2013 году в составе молодёжной национальной команды Брайан выиграл молодёжные игры Центральной Америки. В 2015 году Рочес был включён в заявку молодёжной сборной Гондураса на участие в молодёжном чемпионате КОНКАКАФ на Ямайке. На турнире он сыграл в матчах против молодёжных команд Гаити, Канады, Мексики, Сальвадора и Гватемалы. В поединках против канадцев, гаитян и сальдорцев Рочес забил четыре гола.
4 сентября 2014 года в матче Центральноамериканского кубка против сборной Белиза Брайан дебютировал за сборную Гондураса.

## Достижения
Командные
 Гондурас (до 20)
- Молодёжные игры Центральной Америки — 2014